# USS 키티호크 (CV-63)
USS 키티호크 (CV-63)는 미국 해군 키티호크급 항공모함의 1번함이다.

## 역사

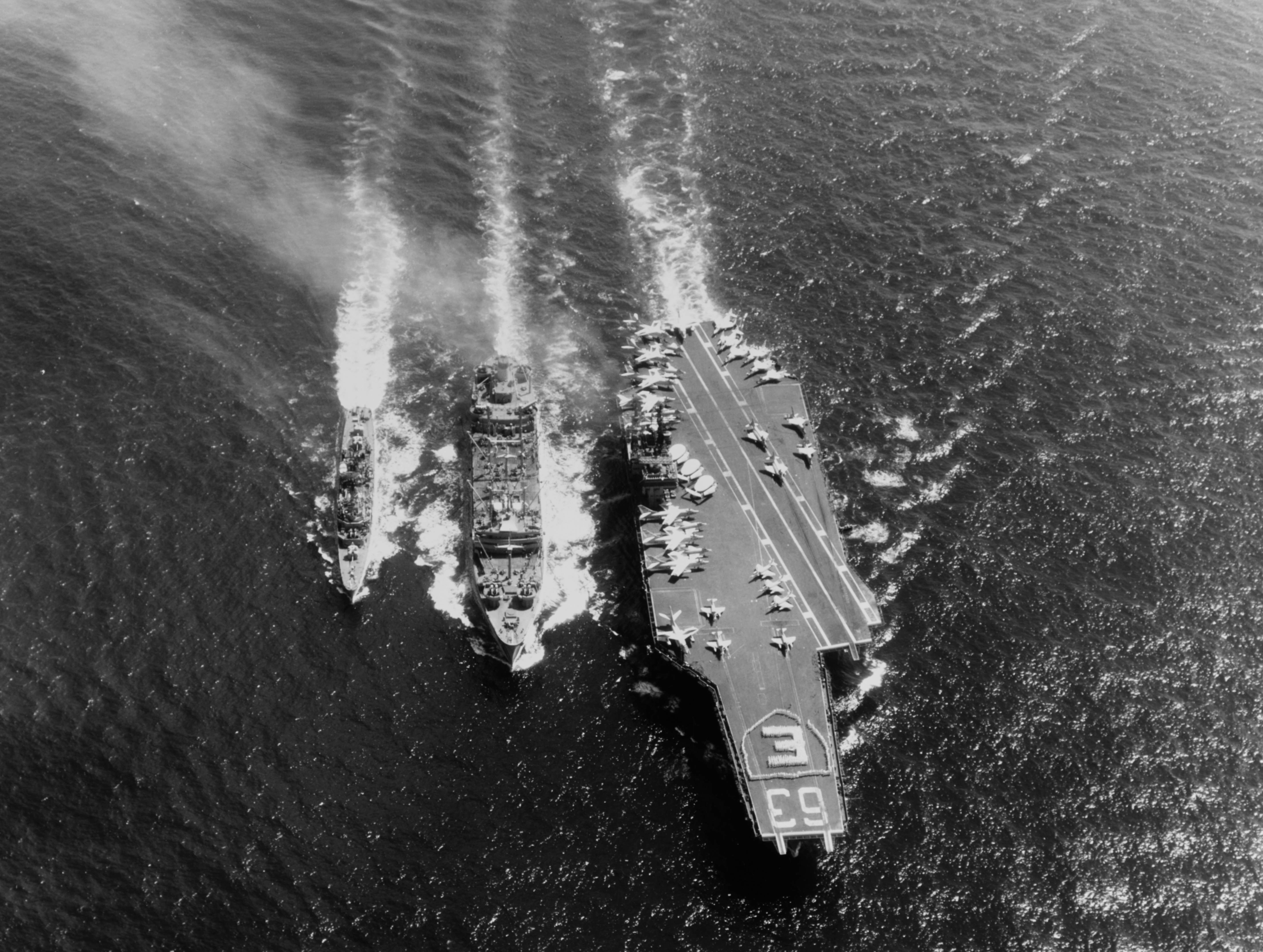
1964년 키티호크 항공모함과 구축함이 재급유를 받고 있다

10년 동안 7함대의 기함으로 일본 요코스카 해군 기지에 배치되었다. 2008년 10월 조지 워싱턴함으로 교체되었다. 미국으로 복귀한 키티호크는 2009년 1월 31일 퇴역식을 가졌으며, 2009년 5월 12일 49년간 사용하고 공식적으로 퇴역했다. 키티호크함은 조지 H.W. 부시함으로 교체되었다.
미국 해군은 1950년대와 1960년대에 경하 6만톤, 만재 8만톤의 재래식 항공모함 8척을 주문했다. 4척은 포레스탈급 항공모함, 4척은 키티호크급 항공모함이다. 키티호크급은 3번함까지만이고 4번함인 케네디함은 케네디급으로 따로 분류하기도 한다. 모두 최대 90대의 함재기를 탑재하며, 평소에는 70대의 함재기, 그중에서도 슈퍼호넷 전투기는 40대를 탑재한다.
만재 2만톤의 독도함 보다 4배 큰 크기이다. 4개의 증기 캐터펄트로 4대의 슈퍼호넷 전투기를 동시에 이륙시킬 수 있다.

## 재래식 항공모함
세계 역사상 최대 크기의 재래식 항공모함이다. 경하배수량 6만톤, 만재배수량 8만톤, 함재기 85대를 탑재한다. 28만 마력의 8개 보일러로 최대 33노트 속도를 낸다.

## 관련보도
2003년 3월, 이라크 전쟁에 키티호크함이 파병되었다.
2003년 3월 22일, 개전후 처음으로 미 지상군 엄호를 위해 키티호크함에서 전투기가 출격했다. 제1해병원정군 병력을 직접 지원하기 위해 출격한 F/A-18 호넷 함재기 4대가 알쿠르나 지역의 이라크 포병부대에 250kg짜리 레이저 유도폭탄 7발을 투하했다.
2003년 4월, 이라크 바그다드 남부 80 km 지점의 카르발라에서 미 항공모함 키티호크에서 발진한 F/A-18 호넷 전폭기가 이라크 미사일에 격추됐으나 조종사의 생사여부는 확인되지 않았다.
2003년 8월, 항공모함 키티호크호에 탑재된 구형의 F-14 톰캣 전투기 11대를 최첨단의 F/A-18 호넷으로 교체했다.
2004년 3월 15일 한미연합훈련을 위해 7함대 키티호크 항공모함이 부산항에 입항했다. 노무현 대통령 탄핵 사태 직후 키티호크가 부산에 신속배치되었다.